# گوسل
گوسل (به آلمانی: Gossel) یک شهر در آلمان است که در ایلم-کرایس واقع شده‌است. گوسل  ۵۲۳ نفر جمعیت دارد.